# Misao Ōkawa
Misao Ōkawa (jap. 大川 ミサヲ Ōkawa Misao; ur. 5 marca 1898 w Osace, zm. 1 kwietnia 2015 tamże) – japońska superstulatka, uznana w wieku 115 lat i 3 miesięcy za najstarszego żyjącego człowieka na świecie po śmierci Jirōemona Kimury 12 czerwca 2013 roku, była też najstarszą żyjącą kobietą na świecie, tytuł ten przypadł jej po śmierci Koto Ōkubo 12 stycznia 2013 roku. Jest 30. zweryfikowaną osobą, która osiągnęła wiek 115 lat. 28 sierpnia 2014 roku pokonała rekord Tane Ikai (1879–1995) i została najstarszym człowiekiem w historii Japonii.

## Życiorys
Urodziła się w Tenma, na przedmieściach miasta Osaka. Jej ojciec trudnił się szyciem kimon. Misao Okawa wyszła za mąż w 1919 roku, za Yukio Okawę. Doczekała się trojga dzieci, czworga wnucząt i sześciorga prawnucząt. W 2013 roku żyło jeszcze jej dwoje ponad 90-letnich dzieci. Zmarła 1 kwietnia 2015 roku w domu opieki w Osace, pozostawiając tytuł najstarszego żyjącego człowieka na świecie 4 miesiące młodszej Gertrude Weaver.